# UK Antarctic Place-Names Committee
L'UK Antarctic Place-Names Committee (ou UK-APC) est un comité du British Antarctic Survey responsable pour la recommandation de noms pour les lieux géographiques du territoire antarctique britannique, de la Géorgie du Sud-et-les Îles Sandwich du Sud.

## Attributions

### Antarctique
Le comité est chargé de l'attribution officielle, pour les pays signataires du traité sur l'Antarctique, des noms pour les lieux géographiques du territoire antarctique britannique. Il intègre ces recommandations dans son index géographique propre — le British Antarctic Territory Gazetteer (« Index géographique du territoire antarctique britannique ») — et l'envoie au Comité scientifique pour la recherche en Antarctique (SCAR) pour une harmonisation internationale des noms, maintenus dans l'Index géographique composite de l'Antarctique.
Par ailleurs, il examine les noms proposés dans la zone située entre le 80° ouest et le 150° est, au sud du 60° sud. Dans cette zone, il transmet ses recommandations au SCAR mais ne les intègre pas dans son index géographique propre.

### Géorgie du Sud-et-les Îles Sandwich du Sud
Le comité est missionné par le Commissaire pour la Géorgie du Sud-et-les Îles Sandwich du Sud pour l'attribution des noms de lieu pour ces îles.